# Zena Marshall
Zena Moyra Marshall (Nairobi, 1 januari 1925 - 10 juli 2009) was een Brits tv- en filmactrice van Keniaanse origine.
Marshalls filmcarrière ging in 1945 van start met een kleine rol in Caesar and Cleopatra met Claude Rains en Vivien Leigh. Door haar exotisch uiterlijk werd zij gevraagd voor "etnische" rollen, ook Aziatische, zoals de rol van de Chinese Miss Taro in de eerste James Bondfilm, Dr. No (1962).
Marshall speelde ook mee in Those Magnificent Men in Their Flying Machines (1965). In de jaren 1950 en 1960 trad zij op in tv-reeksen als Danger Man.

## Filmografie (selectie)
- Miranda (1948)
- Helter Skelter (1949)
- So Long at the Fair (1950)
- Soho Conspiracy (1950)
- Three Cases of Murder (1955)
- Dr. No (1962)
- Those Magnificent Men in Their Flying Machines (1965)
- The Terrornauts (1967)